# Büffelherde
Büffelherde war eine Bezeichnung für ein Stürmer-Trio beim Fußball-Bundesligisten Eintracht Frankfurt, welches in der Saison 2018/19 für mediale Präsenz sorgte. Das Trio bestand aus dem Serben Luka Jović, dem Kroaten Ante Rebić und dem Ivorer Sébastien Haller.
Jović und Haller wurden zur Bundesliga-Saison 2017/18 von Eintracht Frankfurt verpflichtet, während Rebić bereits in der Vorsaison auf Leihbasis beim Verein gespielt hatte und zu dieser Saison eine Kaufoption gezogen wurde. Die drei Spieler gewannen zusammen den DFB-Pokal 2018 in Berlin. Den gemeinsamen Durchbruch schaffte das Trio jedoch erst in der darauffolgenden Spielzeit 2018/19. Die Bezeichnung „Büffelherde“ wurde erstmals von Frankfurts Torwart Kevin Trapp als Anspielung auf die körperliche Präsenz der Stürmer verwendet. Der Begriff wurde anschließend regelmäßig in den Medien für das Sturm-Trio genutzt. Das Trio erhielt eine große mediale Aufmerksamkeit in Deutschland und wurde durch den Einzug in das Halbfinale der Europa League auch im europäischen Fußball bekannt und weckte Begehrlichkeiten.
In der Bundesliga-Saison 2018/19 erzielte das Trio insgesamt 41 Tore sowie 16 Treffer in der Europa League. Durch die starken Leistungen steigerten sich auch die Marktwerte der Spieler. Im Sommer 2019 löste sich das Trio wieder auf. Luka Jović wechselte für 60 Millionen Euro nach Spanien zu Real Madrid, kehrte im Januar 2021 jedoch für ein halbes Jahr auf Leihbasis zur Eintracht zurück. Ante Rebić wurde zunächst an die AC Mailand ausgeliehen und wechselte kurz vor Beginn der Saison 2020/21 fest nach Italien. Sébastien Haller wechselte zu West Ham United in die Premier League. Zusammen spülte das Trio 100 Millionen Euro in die Kassen der Eintracht.
Oft wurde der Vergleich zum „Magischen Dreieck“ gezogen, welches in der Bundesliga-Saison 1996/97 beim VfB Stuttgart für ähnlich starke Aufmerksamkeit sorgte. Zu diesem zählte auch der Stürmer Fredi Bobic, welcher vom 1. Juni 2016 bis 31. Mai 2021 dem Vorstand von Eintracht Frankfurt angehörte und somit einen maßgeblichen Anteil an der Entstehung der „Büffelherde“ hatte.